# François de La Planche
Frans van der Plancke, francisé en François de La Planche, est un tapissier flamand, né à Audenarde le 10 mars 1573, et mort à Paris entre avril et juin 1627.

## Biographie
Natif d'Audenarde, il quitte son pays à l'âge de 28 ans. François de LaPlanche parvient à faire ses accepter prétentions nobiliaires par le roi de France, qui le reconnaît comme gentilhomme flamand et écuyer. Il se qualifie également, dans certains des actes le concernant, de seigneur de Fontruisseau, de Croissant et du Bois, petits fiefs situés près d'Audenarde.
Dès 1583, Duplessis-Mornay propose à Henri de Navarre de fonder dans ses États héréditaires un établissement de tapisserie de haute et basse lice en attirant des tapissiers flamands. Soucieux de réduire le déficit commercial avec le comté de Flandre, le roi entreprend, dès son accession au trône de France, la création d'ateliers à Fontainebleau, puis à Paris, rue Saint-Antoine, afin de défaire le royaume de sa dépendance à la tapisserie flamande. À cette fin, il reprend en outre la proposition de 1583 et fait appel aux qualifications reconnues des ouvriers flamands.
Par un acte du 20 janvier 1601, Marc de Comans (ou Coomans), son frère Jérôme de Comans et son beau-frère François de La Planche s'associent pour la fabrication de tapisseries. Le brevet du 12 janvier 1601 les place sous l'autorité de Jean de Fourcy, intendant et ordonnateur des bâtiments du roi. Ce n'est que par un édit de janvier 1607, qui rétablit à Paris et dans les autres villes du royaume des manufactures de tapisseries, que les nouveaux arrivants se voient accorder de réels avantages. D'après l'inventaire après décès de François de La Planche, le 3 août 1627, François de La Planche et Marc de Comans arrivent à Paris entre les derniers jours de l'année 1600 et les premiers jours de 1601. Ils établissent alors leur atelier de tapisserie dans le faubourg Saint-Marcel en avril 1601, occupant quelques bâtiments conservés de l'hôtel des Tournelles. Ils sont qualifiés, dans un acte de 1603, de « directeurs de la fabricque de tapisserie du Roy », et François de La Planche apparaît dans un autre acte sous le nom de directeur des « Manufactures de tappisseries façon de Flandre qui se font en France pour le service du Roy ». Le 26 octobre 1608, Jérôme de Comans se retire de la société.
Par les liens de parenté qui les unissent, François de La Planche récupère de la famille Gobelin l'atelier de teinturerie en écarlate fondé vers 1440 par Jean Gobelin le long de la Bièvre (entre le moulin de Croulebarbe et la rue de la Reine-Blanche, aujourd'hui rue des Gobelins). En effet, Balthazar Gobelin, devenant président de la Chambre des Comptes, et léguant la charge à son fils, délaisse l'établissement familial, où s'installent dès lors les deux associés.
Les deux directeurs, tapissiers du roi, sont anoblis par lettres patentes et sont alors élevés à la dignité de commensaux et domestiques de la Maison du Roi. Ils jouissent en conséquence de toutes les prérogatives, exemptions et immunités qui sont attachées à cette qualité. Ils obtiennent ainsi un privilège exclusif de quinze années pour la fabrication et la vente de tapisseries, qui les place en situation de monopole, de par la prohibition des tapisseries étrangères. Leur sont en outre accordées 1 500 livres de rente et 100 000 de plus comme frais de premier établissement, ce à quoi s'ajoutent la protection royale contre d'éventuelles poursuites, la mise à disposition de 25 apprentis la première année et 20 la deuxième, aux frais Trésor royal, et une licence générale pour l'ouverture de brasseries de bière. Ces divers avantages suscitent l'hostilité du parlement de Paris, qui tarde à enregistrer les lettres patentes, et celle du Bureau de la Ville de Paris, du fait de l'exemption des taxes et redevances. Après des années de blocage, le parlement accepte finalement l'enregistrement, à la condition sine qua non que toutes les productions de l'atelier royal soient marquées d'une fleur de lis précédée de la lettre P pour les tentures fabriquées à Paris. Il est en effet avancé que la tapisserie de haute lisse qui « a cy devant fleury dans ceste dicte ville, et délaissée et discontinuée depuis quelques années, est beaucoup plus précieuse et meilleure que celle de la marche, dont ils usent aux Pays-Bas, qui est celle qu'on veut établir [...] ».
L'opposition de l'administration royale et les difficultés du Trésor royal entraînent des retards dans le paiement des pensions promises, en particulier pour la part du duc de Sully.
Les tapisseries de François de La Planche portent le monogramme FVDP (pour Frans van der Plancke).
La ville de Tours ayant possédé des métiers de haute lisse au XVIe siècle, Marc de Comans et François de La Planche s'associent le 23 février 1613 pour une durée de quinze ans, avec Jean Gaboury et Jacques Cottart, maîtres tapissiers à Paris, pour y établir une manufacture de tapisserie. La marque de la manufacture de Tours est un T suivi d'une fleur de lis. Elle ne résiste cependant à la Fronde et aux bouleversements politiques qui ébranlent la minorité de Louis XIV. La mort de François de La Planche en 1627 conduit à l'arrêt des comptes de la société le 24 février 1628 entre sa veuve Catherine Hennecart, Marc de Comans, et Alexandre Matheron, marchand tapissier à Tours, représentant Jean Gaboury et Jacques Cottart. À partir de cette date, la manufacture de Tours sombre avant de définitivement disparaître vers 1650. Il en va de même pour les ateliers de Calais et d'Amiens, créés vers 1614 et dont peu d'éléments historiques subsistent.
Pour financer leurs ateliers, Marc de Comans et François de La Planche entament de nouvelles activités :
- En 1607[14],[15], ils s'associent à Louis Métezeau, architecte du roi, et signent avec Jeanne de Saulx, dame de Mortemart et de de Tonnay-Charente, un acte par lequel cette dernière cède tous ses droits à l'assèchement des marais, suivi d'autres actes à cette même fin. Associés avec Bradelet à partir du 3 janvier 1610 puis avec Jérôme van Ufle à partir du 20 septembre 1614, ils signent un nouvel acte avec la dame de Mortemart. Ils sont alors déjà associés depuis le 30 août 1608 avec van Ufle en vue de l'assèchement de marais en mer de Hollande. Cette activité semble cependant peu rentable, au vu de son arrêt prématuré en 1615.
- En 1616, ils signent un traité — par la suite resté sans effet — avec Isaac-François de Mauriac et Charle Letellier, savonnier, pour créer une fabrique de savon à Paris.

Pour lutter contre les tapissiers des Flandres, Comans fait appel à Rubens pour se faire fournir en cartons de tapisserie. Dans une lettre datée du 26 février 1626, Rubens se plaint de sa difficulté à recevoir les paiements de ses prestations. Il s'agit probablement des douze cartons de la tenture de l'Histoire de Constantin, destinée au roi sans qu'il l'ait commandée, cartons commandés en 1622, copiés plusieurs fois par la suite, et pour lesquels il a certainement fallu qu'il s'adresse au cardinal de Richelieu,.
L'inventaire de 1627 donne la liste des tapisseries en stock ou en cours de production :
- Histoire de Constantin dont les modèles ont été fournis par Rubens. De ces modèles peints sur bois ont été tirés les esquisses sur papier à la taille des tapisseries. Les quatre premiers cartons ont dû être fournis aux lissiers en novembre 1622. Ils sont estimés 500 livres dans l'inventaire de 1627. Peiresc, qui est en contact avec Rubens, lui fait le récit de l'accueil de ses cartons à Paris le 1er décembre 1622. Deux suites se trouvent en magasin, une complète en douze panneaux, une autre en neuf panneaux, ainsi qu'une pièce isolée, soit 22 pièces ;
- Histoire d'Artémise comprenant 24 modèles. Cette tenture a été copiée pendant plus d'un siècle. La plus complète des suites portée à l'inventaire comprend 21 panneaux. Les compositions de l'histoire d'Artémise sont attribuées à Antoine Caron et ses collaborateurs se trouvent dans un recueil avec un épître dédicatoire de Nicolas Houel et des sonnets expliquant les planches[19]. Dans l'inventaire du Garde-Meuble de la Couronne de 1792, Jules Guiffrey note une première suite de 7 panneaux portant la marque P suivie de la fleur de lis, une autre tenture comprenant 7 pièces en laine soie et or portant le monogramme FVDP. Des tentures ayant le même sujet ont été faites à partir de modèles d'Henri Lerambert. Un amateur américain, Ch. Ffoulke, ayant acquis la collection de tapisserie du cardinal Barberini comprenant plus de 100 pièces, y a trouvé 5 panneaux de l'Histoire d'Artémise portant la marque FVDP ;
- Histoire de Diane en 8 panneaux a été recopiée plusieurs fois. Le modèle a été attribué à Toussaint Dubreuil ;
- Histoire de François en huit pièces ;
- Histoire de Frances de trois tentures en neuf sujets ;
- Histoire du Pasto Fido en huit pièces ;
- Histoire de Théagène et Cariclée en huit pièces ;
- Histoire de Gombaut et Macée en huit tableaux ;
- des Verdures et Paysages.

L'inventaire après décès de 1627 montre que l'entreprise de tapisserie a rencontré un succès certain. Cependant, de toutes les tapisseries et documents qui y sont listées, il ne subsiste rien.

## Famille

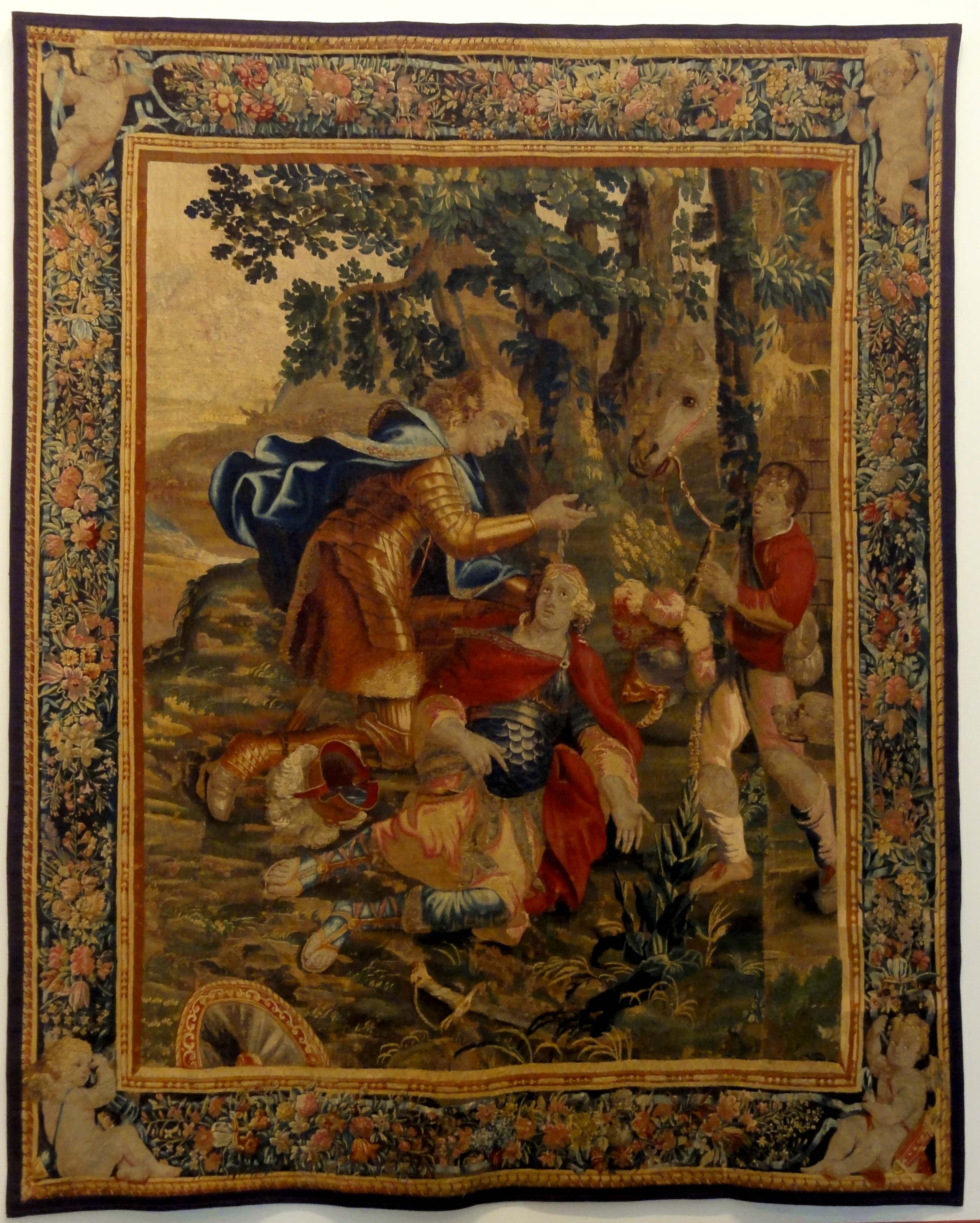
Manufacture de Saint-Germain de Raphaël de La Planche.
Musée des Arts Décoratifs (Paris).
Histoire de Clorinde et Tancrède.
Baptême de Clorinde.

- Louis van der Plancke, marié à Élisabeth de Pikre ;
  - François de La Planche, marié le 14 novembre 1595, à Ath, avec Catherine Hennecart ;
    - Louis de La Planche, seigneur de Fontruisseau, rend hommage pour le fief de Croissant à la dame de Mortemart ;
    - Raphaël de La Planche, marié à Catherine de Juyé et associé à Charles de Comans de 1629 à 1633 ; fondateur après la mort de son père d'un atelier de tapisserie dans le faubourg Saint-Germain, sis rue de la Chaise et qui donne son nom à la rue de La Planche, située dans les environs ;
      - Sébastien François de La Planche († 1695), marié à Marie de Vinx, auquel son père cède la direction des ateliers de la rue de la Chaise le 5 novembre 1661. C'est non loin, parmi les demeures du noble faubourg, qu'il se fait construire un hôtel particulier plus tard remplacé par celui de Narbonne-Pelet (aujourd'hui lycée Paul Claudel-d'Hulst), rue de Varenne. Ses ateliers sont liquidés dans la période 1667-1668. Il est notamment impliqué en tant que trésorier général des Bâtiments dans une affaire de malversations pendant la construction de la Grande Écurie[20]. Il achète en 1683 la seigneurie du Petit Plessis-Piquet, mais sa situation financière s'aggravant il doit abandonner tous ses biens à ses créanciers le 4 décembre 1694, et vendre le château du Plessis-Piquet à Pierre de Montesquiou, comte d'Artagnan, et meurt dans la misère[21] ;

    - Marie de La Planche ;
    - Françoise de La Planche ;
    - Élisabeth de La Planche, mariée le 20 février à Robert Gillot, capitaine exempt des gardes du corps et hommes d'armes de la compagnie du Roi, écuyer, sieur de Périères ;
    - Jeanne de La Planche ;

  - Catherine van der Plancke, mariée à Marc de Comans[22] ;
    - Thomas de Comans, seigneur de Rouval, militaire mort au siège de La Rochelle en 1629 et inhumé dans l'église de Tonnay-Charente ;
    - Louis de Comans, qui sert dans les armées du roi, puis des Pays-Bas et de Venise, où il meurt en 1645 ;
    - Charles César de Comans, († décembre 1634), auquel son père cède la direction de la manufacture en 1628 ;
    - Henry de Comans († 1670 à Bruxelles), religieux ;
    - Jérôme de Comans, (23 janvier 1610 - 1630), mort au sac de Mantoue, capitaine dans le régiment de son frère, Louis de Comans[23] ;
    - Alexandre de Comans, (23 janvier 1610 - 16 septembre 1650), frère jumeau de Jérôme, reprend la direction de l'atelier à la mort de son frère Charles ;
    - Hippolyte de Comans († 1671), seigneur des Ondes[24], commence dans le métier des armes avant de reprendre l'atelier de tapisserie de la famille à la mort de son frère Alexandre, en 1650 ;
    - Catherine de Comans († 1666), mariée à Jean Vandernesse (de Vandrenetz), seigneur de Croisches en Berry, agent du duc de Toscane, veuve en 1647 avec plusieurs enfants ;
      - Jean-Charles, mort jeune ;
      - Catherine Vandernesse, mariée en 1649 à Antoine Dreux ;
        - Catherine Dreux ;
        - Louis-Joseph Dreux ;

    - Françoise de Comans († 1681), mariée en 1621 au gentilhomme Adrien Coex, écuyer, sieur de Bergleon ;
      - Catherine Coex ;
      - Marie-Magdelaine Coex, mariée à Jacques Mesnard, seigneur de la Couresière ;

    - Suzanne de Cormans, née le 1er décembre 1608, religieuse ursuline.